# 鷹野橋停留場
鷹野橋停留場（日语：／ Takanobashi teiryūjō */?），又稱鷹野橋電車站，是位於廣島縣廣島市中區國泰寺町一丁目和千田町一丁目，廣島電鐵宇品線的電車站。車站編號為U5。

## 歷史
在1912年（大正元年），宇品線紙屋町至御幸橋之間開通，此電車站啟用。當時此電車站往紙屋町方向的電車線名為西塔川線，往御幸橋方向的電車線名為御幸橋線。電車站名稱取自鄰近此電車站的鷹野橋，當時該橋樑跨越西塔川（西堂川）。西塔橋、真菰橋也跨越西塔川，同時也曾經作為宇品線電車站名稱，當中西塔橋停留場現時成為了中電前停留場，真菰橋停留場現時成為了市役所前停留場，但是此電車站一直沒有改名。
1945年（昭和20年）8月6日，廣島市被投下原子彈，使宇品線不線不能通行。包括此電車站在內，宇品線紙屋町至電鐵前之間於同年9月重開。
- 1912年（大正元年）11月23日 - 宇品線紙屋町至御幸橋之間開通，此電車站啟用[3]。
- 1945年（昭和20年）
  - 8月6日 - 廣島市被投下原子彈，使宇品線全線不能通行[3]。
  - 9月12日 - 電鐵前至紙屋町之間以單線鐵路重開。於12月中旬以雙線鐵路重開[3]。
- 2000年（平成12年） - 電車站附近進行路軌遷移工程，電車站也需要遷移。

## 電車站構造
電車站是建造在共用行車道上。電車站是位於千田通路上，電車站設有2面2線的相對式低地台月台（千鳥式月台），路線向南北兩邊延伸，月台之間設有路口。電車站西邊（靠近紙屋町一方）是廣島港方向的下行月台，東邊（靠近廣島港一方）是紙屋町和本線方向的上行月台。
在2000年（平成12年），電車站附近進行了路軌遷移工程，同時需要遷移電車站。在遷移電車站外的月台擴寬了，同時月台加設上蓋。而前往電車站的行人過路處也擴寬了。

### 運行系統
此電車站是宇品線電車站之一。0、1、3、7系統會駛入此站。
| 下行月台 | 1號線 · 3號線 | 前往廣島港     |
| 下行月台 | 3號線         | 前往宇品二丁目 |
| 下行月台 | 0號線 · 7號線 | 前往廣電本社前 |
| 下行月台 | 0號線         | 前往日赤醫院前 |
| 上行月台 | 1號線         | 前往廣島站     |
| 上行月台 | 3號線         | 前往廣電西廣島 |
| 上行月台 | 7號線         | 前往橫川站     |

## 電車站周邊
- 鷹野橋商店街（日语：鷹野橋 (広島市)）
- 廣島會計學院電子專門學校（學校法人上野學園（日语：学校法人上野学園 (広島県)）旗下）
- 廣島商業專門學校（學校法人上野學園旗下）
- 廣島外語專門學校（學校法人上野學園旗下）
- 廣島巴士（日语：広島バス）21號線、21-1號線　鷹之橋巴士站
- 廣島巴士21-1號線　南鷹之橋巴士站
- 廣島巴士21-2號線　鷹之橋商店街巴士站

## 其他
- 由TOMYTEC（日语：トミーテック）發售的「鐵道娘（日语：鉄道むすめ）」系統角色中，「鷹野美幸（日语：鉄道むすめの登場人物#miyuki）」是取自此電車站。

## 相鄰電車站
廣島電鐵
■宇品線
市役所前（U4）－鷹野橋（U5）－日赤醫院前（U6）

## 注腳
1. ↑  . 広島電鉄. 2012: 381 （日语）.
2. 1 2  《広電が走る街 今昔》75頁
3. 1 2 3 4  《広電が走る街 今昔》150-157頁
4. 1 2  川島令三.  中国篇 2. 草思社. 2009: 103・109頁. ISBN 978-4-7942-1711-0.
5. 1 2  川島令三. . 【図説】 日本の鉄道. 第7巻 広島エリア. 講談社. 2012: 10・79頁. ISBN 978-4-06-295157-9 （日语）.
6. ↑  鐵道畫刊 2000年7月號 臨時增刊號【特集】路面電車〜LRT p.34・35

## 外部連結
- 鷹野橋 | 電車情報：電停指南 （页面存档备份，存于）（日語） - 廣島電鐵